# Bristol (biograf)

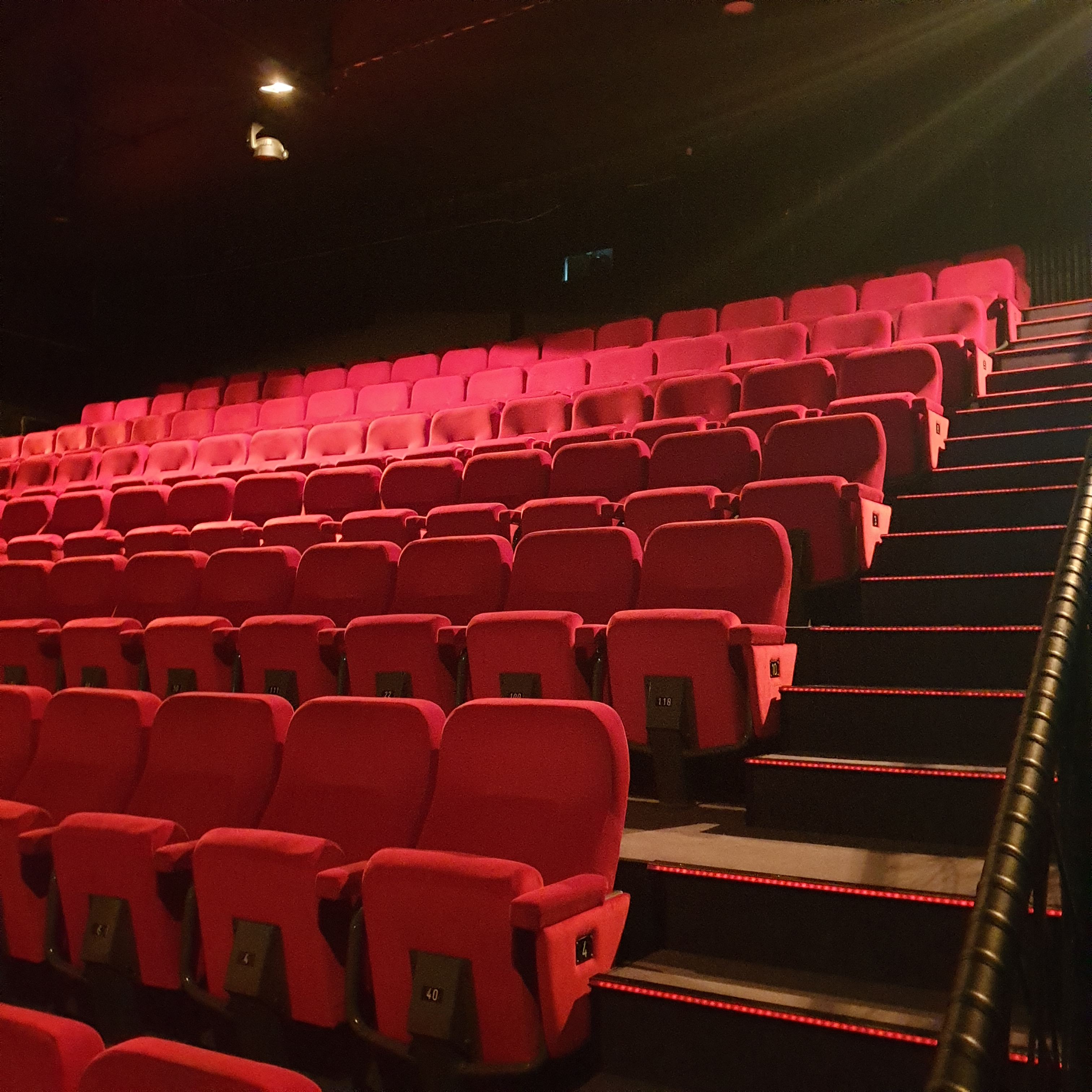
De röda stolsraderna installerades av föreningens medlemmar sommaren 2020 och invigdes under en förhandsvisning av filmen Los lobos, den 23 september 2020.

Bristol är en kombinerad biograf och kulturscen på Sturegatan i centrala Sundbyberg, invigd nyårsafton 1939 som biograf och ägdes då av en Algot Myrgren.

## Bakgrund
Bristol fungerade ursprungligen endast som biograf. 

### Ombyggnader

#### Teater
1977 byggdes Bristol om för att även kunna fungera som teater. 

#### Kulturscen
Anpassningar skedde 2018 för att kunna fungera som en kulturscen.

## Bristol idag
Bristol drivs sedan 2018 av två ideella föreningar. Föreningen Kulturscen Bristol består av två medlemsföretag, Bio Bio Bristol och Teater Bristol som ska erbjuda bio, dans, musik och teater. 

## Salongen
Salongen rymmer 144 platser i en läktare med biostolar. Salongen är tillgänglighetsanpassad med rullstolshiss och rullstolsplatser.